# Repubblica Futura
Repubblica Futura (RF, deutsch Zukünftige Republik) ist eine politische Partei in San Marino. Die Partei regierte von 2016 bis 2019 in einer Koalition mit den Parteien Sinistra Socialista Democratica und Movimento Civico10.

## Geschichte
Schon bei der Parlamentswahl in San Marino 2016 hatten die Alleanza Popolare dei Democratici Sammarinesi per la Repubblica und die Unione per la Repubblica mit einer gemeinsamen Wahlliste teilgenommen und waren mit elf Sitzen in das Parlament eingezogen. Die Partei entstand am 24. und 25. Februar 2017 durch den Zusammenschluss der beiden Parteien, die bis 2019 mit Sinistra Socialista Democratica und Movimento Civico10 eine Regierungskoalition bildeten.
Bei den Parlamentswahlen im Jahr 2019 errang die Partei sechs Sitze und ist seither Oppositionspartei.

## Wahlergebnisse
| Jahr | Wahl                | Stimmenanteil | Sitze   |
| ---- | ------------------- | ------------- | ------- |
| 2016 | Parlamentswahl 2016 | 09,60 %       | 11/60 1 |
| 2019 | Parlamentswahl 2019 | 10,29 %       | 6/60    |
| 2024 | Parlamentswahl 2024 | 11,98 %       | 8/60    |